# Cristoforo Antonio Migazzi
Kryštof Bartoloměj Antonín kardinál Migazzi, hrabě z Wallu a Sonnenthurmu (italsky Cristoforo Bartolomeo Antonio Migazzi, conte di Wall e Sonnenthurm, německy Christoph Anton von Migazzi, 20. října 1714, Trident – 14. dubna 1803, Vídeň) byl římskokatolický duchovní, zastával úřad biskupa vacovského a vídeňského a později byl jmenován kardinálem. Pocházel z rodu Migazziů původem z Tridentska v severní Itálii.

## Život a činnost

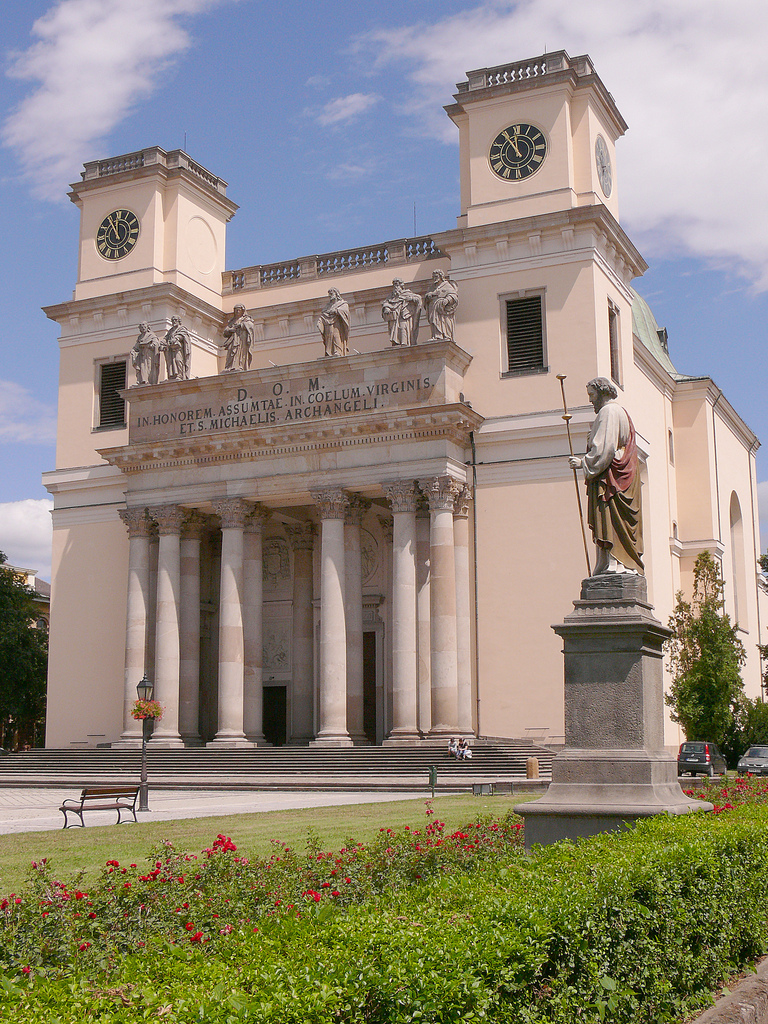
Vacovská katedrála.

Narodil se v Tridentu a v mládí získal teologické vzdělání na papežském Collegiu germano-hungaricu v Římě. Po ukončení studií nastoupil kněžskou kariéru. Působil nejprve od roku 1742 jako kanovník v Brixenu a Tridentu. V roce 1745 se stal auditorem a v roce 1751 arcibiskupem koadjutorem.
V letech 1752–1756 působil jako velvyslanec ve Španělsku. V roce 1756 byl jmenován biskupem ve Vacově a v roce 1761 se stal vídeňským arcibiskupem, do roku 1785 si však ponechal také biskupství ve Vacově, pro které biskup Kryštof Antonín Migazzi vykonal mnoho záslužného. Během svých dvaceti biskupských let daroval své diecézi 600 000 forintů, založil kněžský vzdělávání institut a sirotčinec a také nechal vacovskou katedrálu Nanebevzetí Panny Marie a archanděla Michaela přestavět ve francouzském klasicistně-barokním slohu.
Během jeho působení byly zaváděny reformy císaře Josefa II., po kterých územní rozsah vídeňská diecéze dosáhl současné podoby.
V roce 1768 získal mimo jiné panství Chotoviny v jižních Čechách, kde nechal v letech 1781 až 1786 barokně přestavět kostel sv. Petra a Pavla a postavil novou faru, jak dokládá kryptogram nad vchodem. V místě někdejší tvrze nechal v letech 1770 až 1780 vybudovat klasicistní zámek.
Kardinál Migazzi byl odpůrcem jansenismu (se kterým však částečně souhlasil) a febronianismu.
Kryštof Bartoloměj kardinál Migazzi, hrabě z Wallu a Sonnenthurmu zemřel 14. dubna 1803 ve Vídni a byl pochován v biskupské kryptě katedrály sv. Štěpána. V roce 1894 po něm bylo pojmenováno náměstí ve 12. vídeňském okresu Meidling – Migazziplatz.

## Literatura

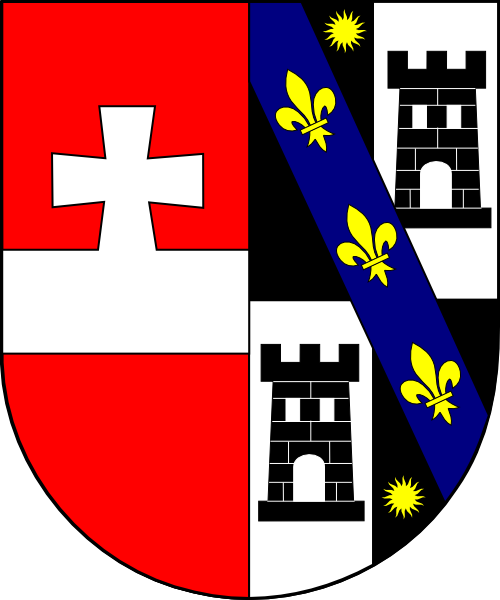
Osobní znak arcibiskupa Migazziho